# 林景程
林景程（英語：Ethan Lam King Ching，1984年4月13日—），香港男演員,曾為香港童星,及物理治療師，曾參加2007年英皇新秀歌唱大賽，並入圍最後8強。之後在2009年因參加歌唱比賽《超級巨聲》，而正式加入無綫電視成為旗下經理人合約藝員，於《萬千星輝頒獎典禮2024》獲「最佳男配角」殊榮。

## 簡歷
林景程家庭成員包括爸爸、哥哥，景程早年於九龍美孚新邨成長，母親因癌病於2007年離世。他曾就讀油蔴地天主教小學（1996年）和聖芳濟書院（2001年第46屆中五），於2006年完成香港理工大學物理治療學榮譽理學士學位，並取得物理治療師的專業資格。2000年初期曾拍攝教育電視，2007年，他曾參加英皇新秀歌唱大賽，並入圍最後8強。之後在2009年因參加歌唱比賽《超級巨聲》，而正式加入無綫電視。2012年，他因在劇集《On Call 36小時》中飾演實習醫生「胡名泰（明太子）」而為人所認識。
2015年，林景程於劇集《四個女仔三個BAR》飾演律師「齊安居」一角；2020年憑劇集《香港愛情故事》「何仲恒」一角在《萬千星輝頒獎典禮2020》首度獲提名「最佳男配角」。另外，他近年為無綫電視監製陳維冠和潘嘉德的常用演員，而其表弟是《#後生仔傾吓偈》的其中一名主持林正峰。2021年1月轉為經理人合約。2022年憑劇集《下流上車族》「閔家寶」一角再度提名「最佳男配角」並入圍最後十強，同年提名「飛躍進步男藝員」並進入最後五強。
2024年，林景程憑《反黑英雄》「燦哥」一角在《萬千星輝頒獎典禮2024》首度打入「最佳男配角」最後五強，並成功得獎，同年提名「飛躍進步男藝員」並進入最後十強。

## 演出作品

### 電視劇
| 首播     | 劇名                     | 角色                         |
| 無綫電視 |                          |                              |
| 2012年   | On Call 36小時           | 胡名泰（明太子）             |
| 2012年   | 巴不得媽媽...            | 陳 切                        |
| 2012年   | 雷霆掃毒                 | 醫 生                        |
| 2013年   | 愛·回家 (第一輯)         | Gary                         |
| 2013年   | 情逆三世緣               | 田若仁                       |
| 2013年   | 巨輪                     | David                        |
| 2013年   | On Call 36小時II         | 胡名泰（明太子）             |
| 2014年   | 女人俱樂部               | 玻璃頭                       |
| 2014年   | 再戰明天                 | 鄭應奇                       |
| 2014年   | 飛虎II                   | 李 坤                        |
| 2014年   | 名門暗戰                 | Sammy                        |
| 2014年   | 醋娘子                   | 崔 牛                        |
| 2015年   | 四個女仔三個BAR          | 齊安居（Lincoln）            |
| 2015年   | 天眼                     | 程國忠                       |
| 2015年   | 拆局專家                 | 法 醫                        |
| 2015年   | 實習天使                 | 龍頌安                       |
| 2016年   | 殭                       | 鄧梓誠（Tony)                |
| 2016年   | 一屋老友記               | Jimmy                        |
| 2016年   | 超能老豆                 | 施 興                        |
| 2016年   | 幕後玩家                 | Louis                        |
| 2016年   | 流氓皇帝                 | 拾 伍                        |
| 2017年   | 踩過界                   | 陳醫生                       |
| 2017年   | 降魔的                   | Liam                         |
| 2017年   | 誇世代                   | 秦少聲                       |
| 2018年   | 三個女人一個「因」       | 白保運（Bowin）              |
| 2018年   | 跳躍生命線               | 陳 勇                        |
| 2018年   | 是咁的，法官閣下         | 布仲謙（Brandon、阿躉）      |
| 2019年   | 福爾摩師奶               | 陳 福                        |
| 2019年   | 婚姻合伙人               | 寶 羅（Paul）                |
| 2019年   | 好日子                   | 崔志華                       |
| 2020年   | 殺手                     | 陳紹秉（小秉）               |
| 2020年   | 迷網                     | 馮國華                       |
| 2020年   | 反黑路人甲               | Calvin                       |
| 2020年   | 木棘証人                 | 甘志成（Jason）              |
| 2020年   | 使徒行者3                | 程景霖（King）               |
| 2020年   | 踩過界II                 | 馬存智（Thomas)              |
| 2020年   | 香港愛情故事             | 何仲恒（Henry)               |
| 2021年   | 愛美麗狂想曲             | 余冏皓                       |
| 2021年   | 伙記辦大事               | 教 官                        |
| 2021年   | 刑偵日記                 | Ryan                         |
| 2021年   | 七公主                   | 杜梓仁（Eric）               |
| 2021年   | 青年心城之撐起青春       | Henry                        |
| 2021年   | 星空下的仁醫             | 何宗義（Thomas）             |
| 2021年   | 換命真相                 | 威                           |
| 2022年   | 青春不要臉               | 的士司機                     |
| 2022年   | 愛·回家之開心速遞        | 馬 明（第1536集）            |
| 2022年   | 金宵大廈2                | 阿 邦                        |
| 2022年   | 回歸光影頌: 究竟天有幾高 | 張春生                       |
| 2022年   | 回歸光影頌: 我的驕傲     | 張醫生                       |
| 2022年   | 白色強人II               | 吳永康                       |
| 2022年   | 美麗戰場                 | 大 偉                        |
| 2022年   | 下流上車族               | 閔家寶                       |
| 2022年   | 法證先鋒V                | 龍 友                        |
| 2023年   | 新四十二章               | 朱古力                       |
| 2023年   | 隱形戰隊                 | 林偉樑                       |
| 2023年   | 羅密歐與祝英台           | Copy                         |
| 2023年   | 新聞女王                 | 梁偉強                       |
| 2023年   | 妳不是她                 | 李世軒                       |
| 2024年   | 逆天奇案2                | 賀永權                       |
| 2024年   | 反黑英雄                 | 燦哥                         |
| 2024年   | 法證先鋒6 倖存者的救贖   | 冼陽（其他人視角）（第23集） |
| 2024年   | 黑色月光                 | 莫振強                       |
| 2025年   | 奪命提示                 | 孟鏡波                       |
| 2025年   | 虛擬情人                 | 曹正然                       |
| 未播映   | 非常檢控觀               |                              |
| 未播映   | 巨塔之后                 |                              |
| 邵氏兄弟 |                          |                              |
| 2018年   | 飛虎之潛行極戰           | 爛口渣                       |
| 2023年   | 廉政狙擊                 | 勞名威                       |

## 參與節目
- 2002年：《教育電視》
- 2009年：《超級巨聲》
- 2010年：《巨聲工房》（第18集）
- 2011年：《歡樂滿東華 2011》
- 2012年：《瘋狂歷史補習社》
- 2018年：《TVB 50+1周年再出發》
- 2020年：《衝上雲霄大選》
- 2021年：《Sing空下的仁醫》
- 2022年：《開心無敵獎門人》

## 歌曲
- 2012年：Go Ahead!（動畫《Battle Spirits少年突破馬神》主題曲）
- 2012年：Separate Lives（與何雁詩合唱、劇集《巴不得媽媽》插曲）

## 獎項及提名

### 萬千星輝頒獎典禮
| 年份   | 獎項               | 劇集/角色                                                                         | 結果     |
| ------ | ------------------ | --------------------------------------------------------------------------------- | -------- |
| 2020年 | 最佳男配角         | 《香港愛情故事》「何仲恆」                                                        | 提名     |
| 2022年 | 最佳男配角         | 《下流上車族》「閔家寶」                                                          | 最後十強 |
| 2022年 | 最受歡迎電視男角色 | 《下流上車族》「閔家寶」                                                          | 提名     |
| 2022年 | 飛躍進步男藝員     | 《回歸光影頌：究竟天有幾高》 《回歸光影頌：我的驕傲》 《美麗戰場》 《下流上車族》 | 最後五強 |
| 2023年 | 最佳男配角         | 《新四十二章》「朱古力」                                                          | 提名     |
| 2023年 | 最佳男配角         | 《羅密歐與祝英台》「Copy」                                                        | 提名     |
| 2023年 | 飛躍進步男藝員     | 《新四十二章》 《隱形戰隊》 《羅密歐與祝英台》 《新聞女王》                       | 最後五強 |
| 2024年 | 最佳男配角         | 《反黑英雄》「燦哥」                                                              | 獲獎     |
| 2024年 | 最佳男配角         | 《黑色月光》「莫振強」                                                            | 提名     |
| 2024年 | 飛躍進步男藝員     | 《妳不是她》 《逆天奇案2》 《反黑英雄》 《黑色月光》                              | 最後十強 |

## 外部連結
- 林景程的新浪微博